# Jean-Marie Biwer
Jean-Marie Biwer (Dudelange, 1957) is een Luxemburgs kunstschilder.

## Leven en werk
Jean-Marie Biwer werd opgeleid aan de École des Arts et Métiers (1973-1974) in Luxemburg-Stad. Hij besloot freelance schilder te worden. Hij reisde enkele jaren door Europa, tot hij in 1978 de kunstfotografe Geneviève Badoual in de Pyreneeën ontmoette. Het stel vestigde zich in 1980 in Luxemburg. 
Biwer schildert landschappen en stadsgezichten in olieverf en aquarel. Hij neemt deel aan tentoonstellingen in binnen- en buitenland. Hij ontving voor zijn werk de 1e Prix de la Critique op de Biennale des Jeunes in Esch-sur-Alzette (1987), de Prix d'art sacré (2000) in een wedstrijd die werd georganiseerd door de Sankt-Paulus-drukkerij en de Prix Culturel (2016) van de stad Dudelange. Biwer is lid van de Cercle Artistique de Luxembourg en neemt deel aan de salons van de vereniging. In 1989 ontving hij er de  Prix de Raville. In 1993 vertegenwoordigde Biwer met beeldhouwer Bertrand Ney Luxemburg op de Biënnale van Venetië. In 2020 werd in het Musée d'Art Moderne Grand-Duc Jean een retrospectief gehouden.

## Enkele werken

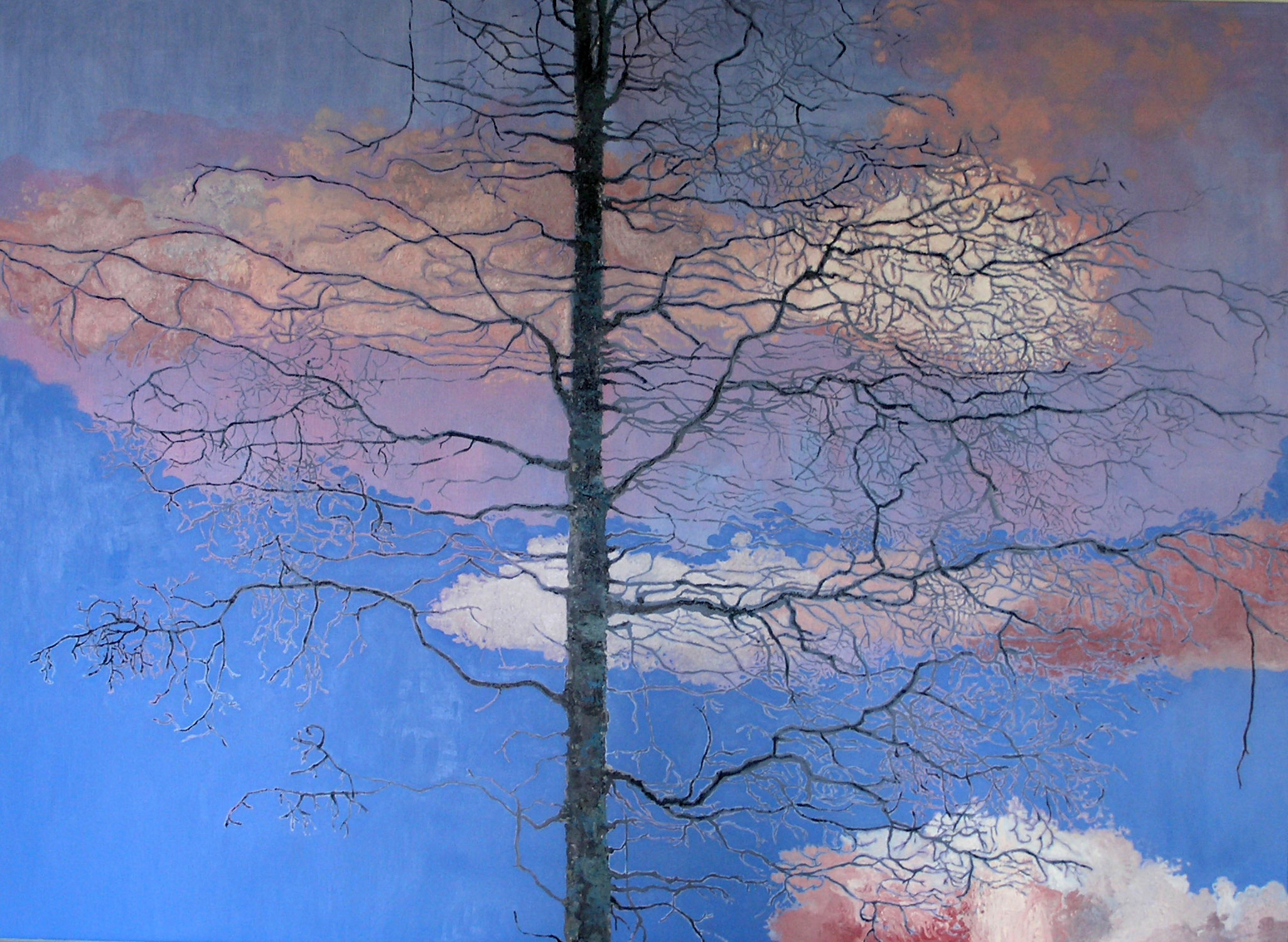
Arbre, 2009
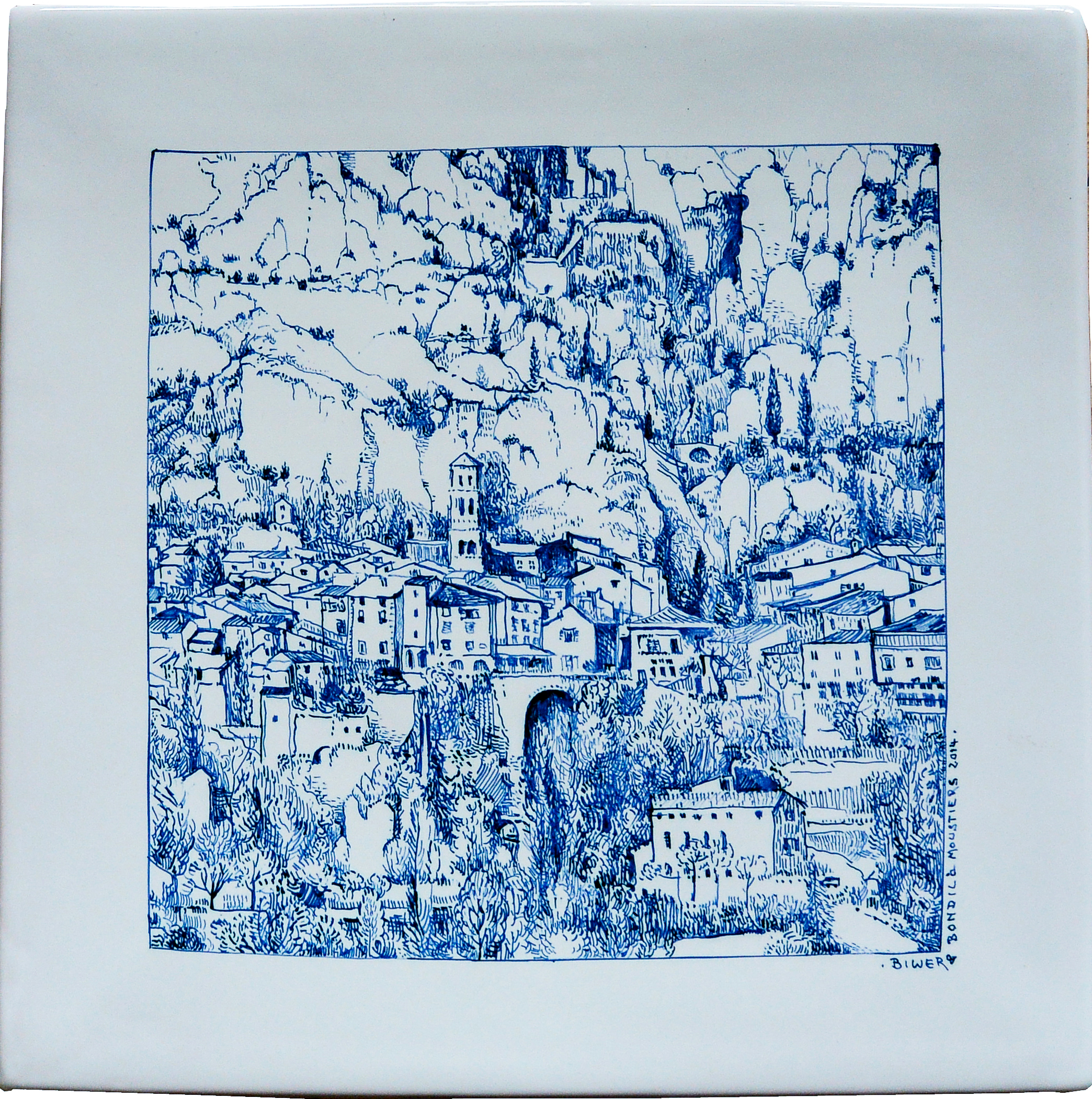
Faïence de Moustiers, numéro 13, 2015
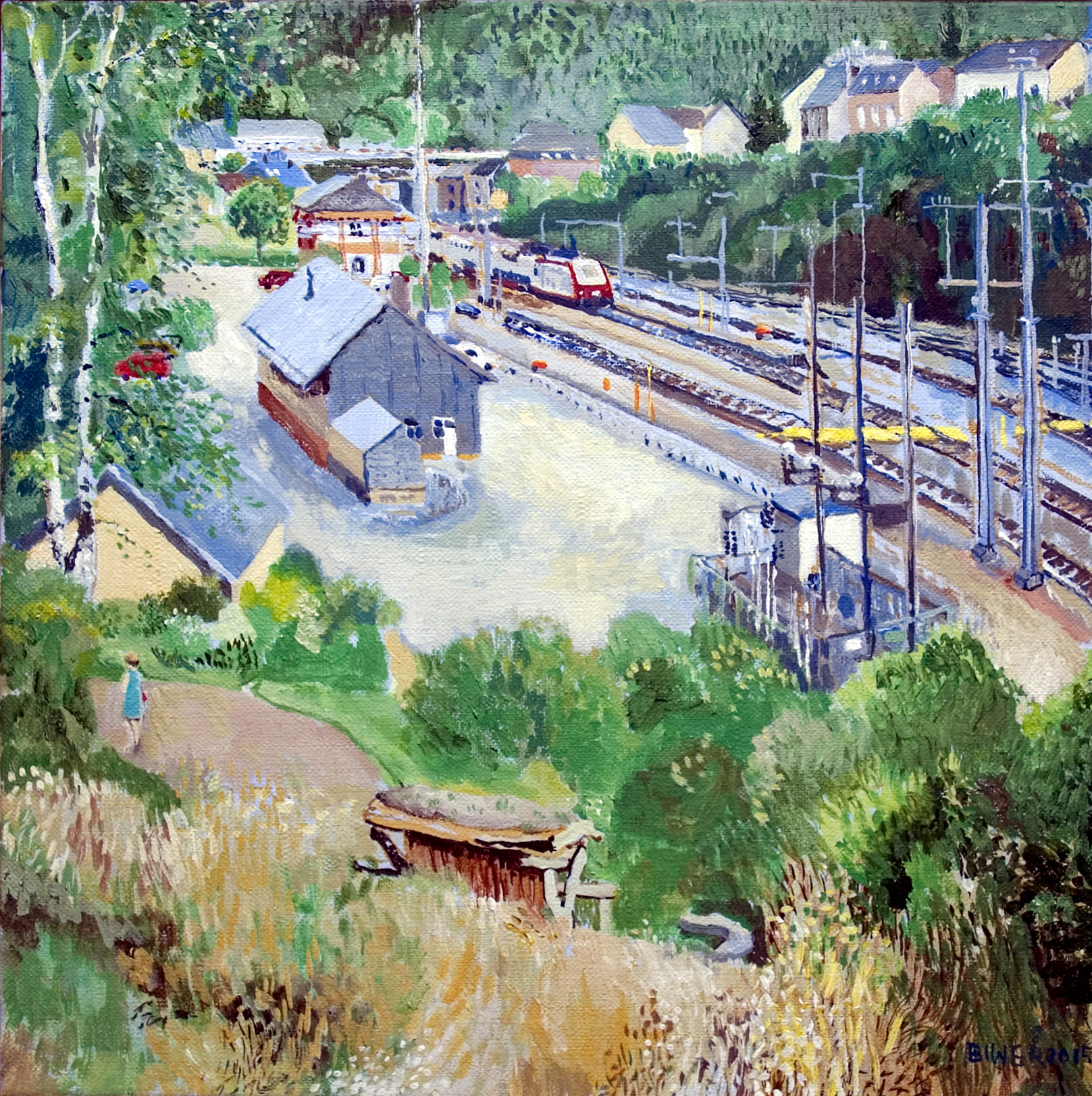
Gare de Troisvierges, 2015

## Werk in openbare collecties (selectie)
- Musée d'Art Moderne Grand-Duc Jean
- Musée National d'Histoire et d'Art
- Museum für Zeitgenössische Kunst
- Nationale Bibliotheek van Luxemburg